# 乳脂鬆糕
乳脂鬆糕（英語：Trifle），一種甜點，源自英國。它是由一層厚的（通常是凝固的）卡仕達醬、水果、海綿蛋糕、果汁或果凍，再加上新鮮奶油，分層排列所做成。

## 歷史

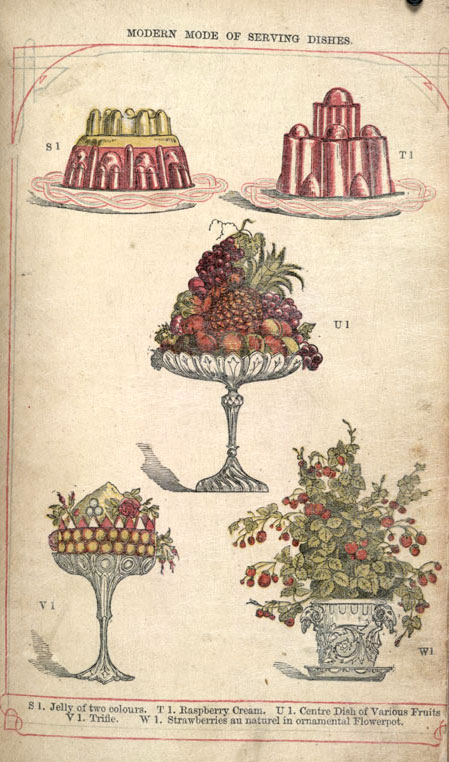
伊莎貝拉·比頓所著《比頓夫人的家庭管理全書》中的插圖，1861年。

「trifle」這個词最早是被用來指加入玫瑰花水與糖調味的厚重奶油，其配方在西元1596年的英國出版，在一本由湯瑪士·道森（Thomas Dawson）所著的《一個好的家庭主婦的珍寶》中。六十年後，加入了雞蛋，卡士達被澆在用酒精浸泡過的麵包上。
研究顯示其乃由一種非常相似的甜點「奶油伴水果」（英语：fool，老式拼法foole）演化而來，而且兩個词原本可以交換使用。
有些人認為果凍的添加是近年來的變化，但是最早有包含果凍的配方可以追溯至西元1747年，而且老奧利弗·溫德爾·霍姆斯在西元1861年寫的有關乳脂鬆糕的詩也有包含果凍。

## 變化樣式
有些乳脂鬆糕會包含一點酒精成分，諸如波特酒，或是，最普遍的甜雪萊酒或是馬德拉酒。不含酒精成分的版本大都使用甜果汁或軟性飲料，諸如薑汁取代，因為為了潤濕蛋糕，液體是必要的。
一種有名的變化是在乳脂鬆糕做好之後，冷藏時加入浸泡在果凍裡的海綿。如果按照正確的比例添加，蛋糕和果凍將結合在一起，創造出漂亮的質感。
蘇格蘭人有一種與乳脂鬆糕相似的餐點，以蘇格蘭威士忌利口酒（一種烈性甜酒）或威士忌製作的「微醺的領主（Tipsy Laird）」。在美國南部，一種乳脂鬆糕鬆糕的變化樣式被稱作「微醺的蛋糕（tipsy cake）」。

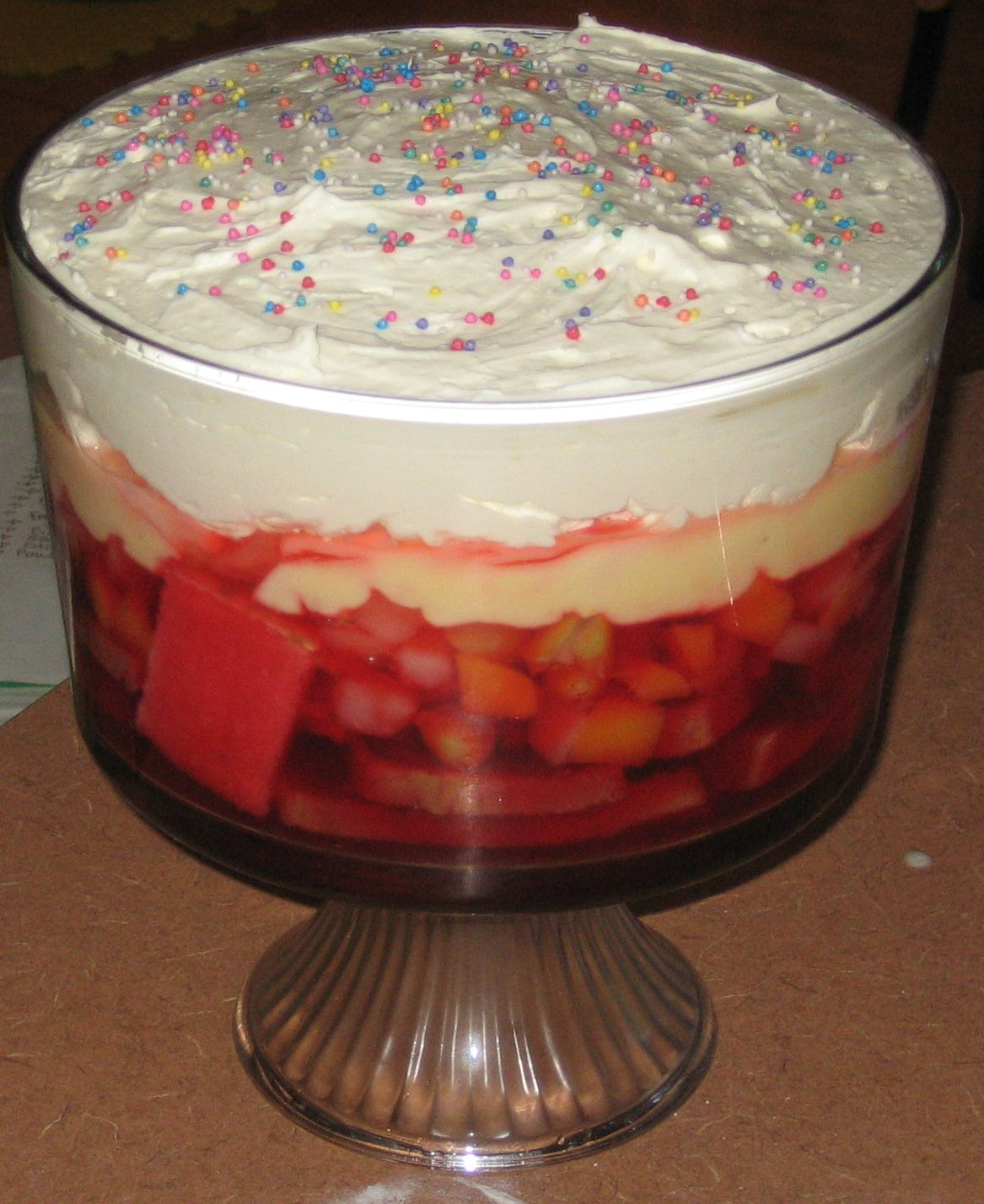
四層乳脂鬆糕

乳脂鬆糕通常是用來裝飾而非食用，結合亮度、每層水果的顏色、果凍、果醬還有奶黃色的卡士達和鮮白奶油的對比。
乳脂鬆糕通常是在聖誕節期間食用，有時候作為笨重的聖誕布丁的輕量級替代品。
混合式乳脂鬆糕（有時也被稱作「俄式蛋糕」或「俄式石板」）是一種不同但相關的甜點，包括各種不同的蛋糕的混合且緊密的包在一起，以酒精飲料（常用紅酒或甜酒）與甜糖漿或飲料潤濕、冷凍。蛋糕成品包含各式各樣的顏色和風味。紐奧良的烘焙店會將賣剩的的或有瑕疵的烘焙產品拿去做成這種蛋糕。在德國和澳洲，相似的甜點被叫做「打孔蛋糕（Punschtorte）」
在義大利，有種與乳脂鬆糕相似的甜點名為「zuppa inglese」，zuppa inglese是意大利文，意思是(English soup)「英國湯」。

## 外部連結
- Traditional Trifle recipe （页面存档备份，存于） by Delia Smith
- Time-lapse video of a trifle being constructed（页面存档备份，存于）
- Trifle Cupcakes recipe （页面存档备份，存于）